# Колибаши (Мехединци)
Колибаши (рум. Colibași) насеље је у Румунији у округу Мехединци у општини Маловац. Oпштина се налази на надморској висини од 155 m.

## Становништво
Према подацима из 2002. године у насељу је живело 365 становника, од којих су сви румунске националности.